# Syzygium iteophyllum
Syzygium iteophyllum är en myrtenväxtart som beskrevs av Friedrich Ludwig Diels. Syzygium iteophyllum ingår i släktet Syzygium och familjen myrtenväxter. Inga underarter finns listade i Catalogue of Life.